# Chemistry Letters
Chemistry Letters (скорочено Chem. Lett.) — міжнародний хімічний науковий журнал, який видає Хімічне товариство Японії. Спеціалізується на швидкій публікації досліджень і ключових оглядових статей зі всіх галузей хімії.
Спочатку статті друкувалися англійською, японською, німецькою та французькою мовами. З 1987 року приймаються лише англомовні статті. Максимальна кількість сторінок для надісланих статей спочатку становила шість, але з роками її було зменшено до чотирьох.
Імпакт-фактор у 2020 році становив 1,389. Згідно зі статистичними даними Web of Science, цей імпакт-фактор ставить журнал на 135 місце в категорії Мультидисциплінарна хімія зі 178 журналів.